# 보잉 C-137 스트라톨라이너

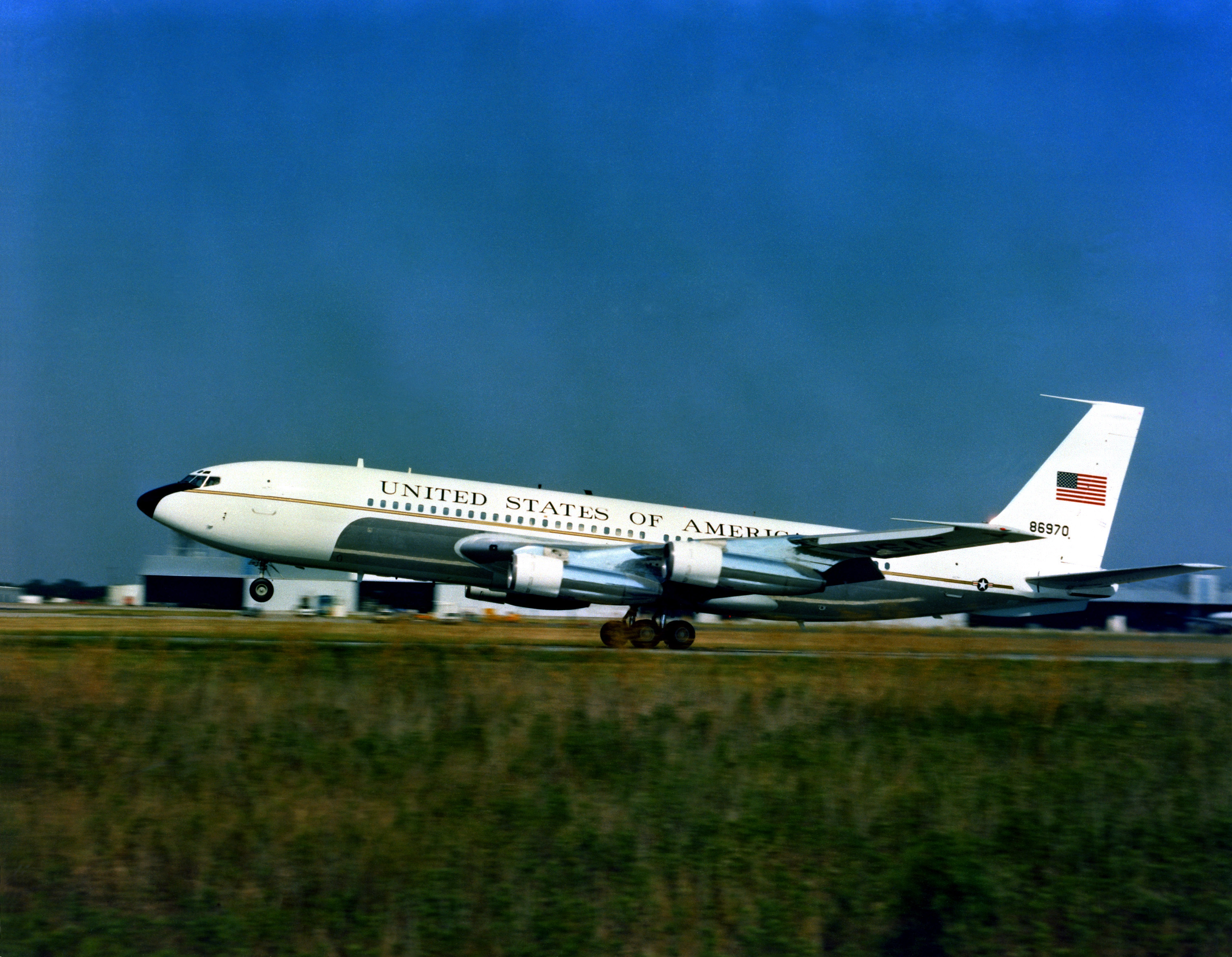

보잉 C-137 스트라톨라이너(Boeing C-137 Stratoliner)는 미국 공군이 사용하는 보잉 707 제트 여객기에서 파생된 퇴역 VIP 수송기이다. 다른 국가들도 주로 VIP 또는 유조선 수송용으로 군용으로 신형 및 중고 707을 구입했다. 또한 707은 E-3 센트리 AWACS 항공기와 같은 여러 특수 버전의 기반이 되었다. C-18이라는 명칭은 707-320B/C 시리즈를 기반으로 한 여러 최신 변형을 포함한다. C-137을 유사한 보잉 C-135 스트라톨라이너와는 구별된다. 두 항공기는 공통 조상을 공유하지만 구조적 차이점 중에서도 동체가 다르다.

## 같이 보기
- 보잉 707
- 보잉 KC-135 스트래토탱커
- E-3 센트리
- 보잉 E-6 머큐리
- E-8 조인트스타스
- 더글러스 DC-8
- 컨베어 880